# Schronisko PTTK Markowe Szczawiny

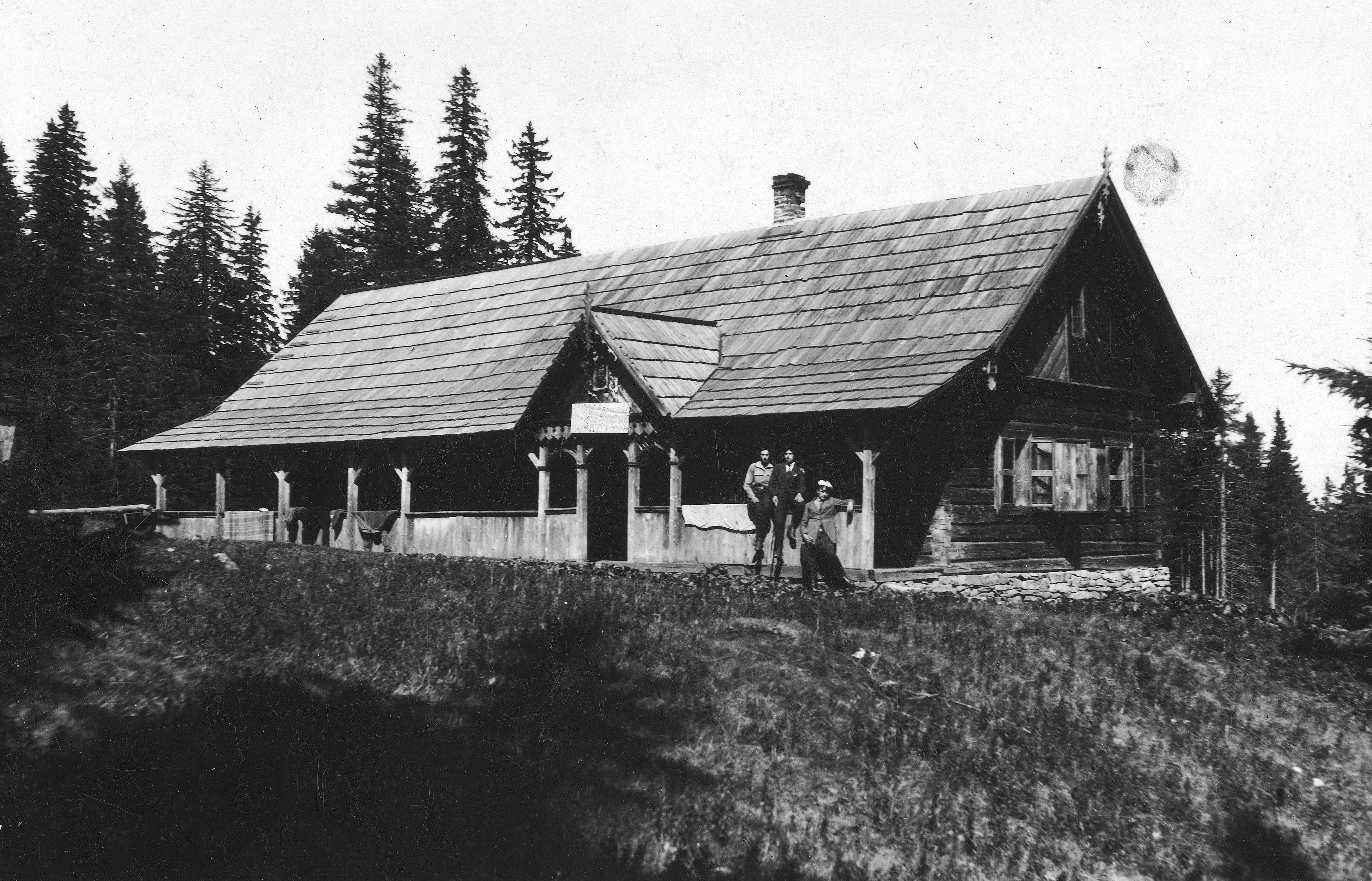
Schronisko w 1925

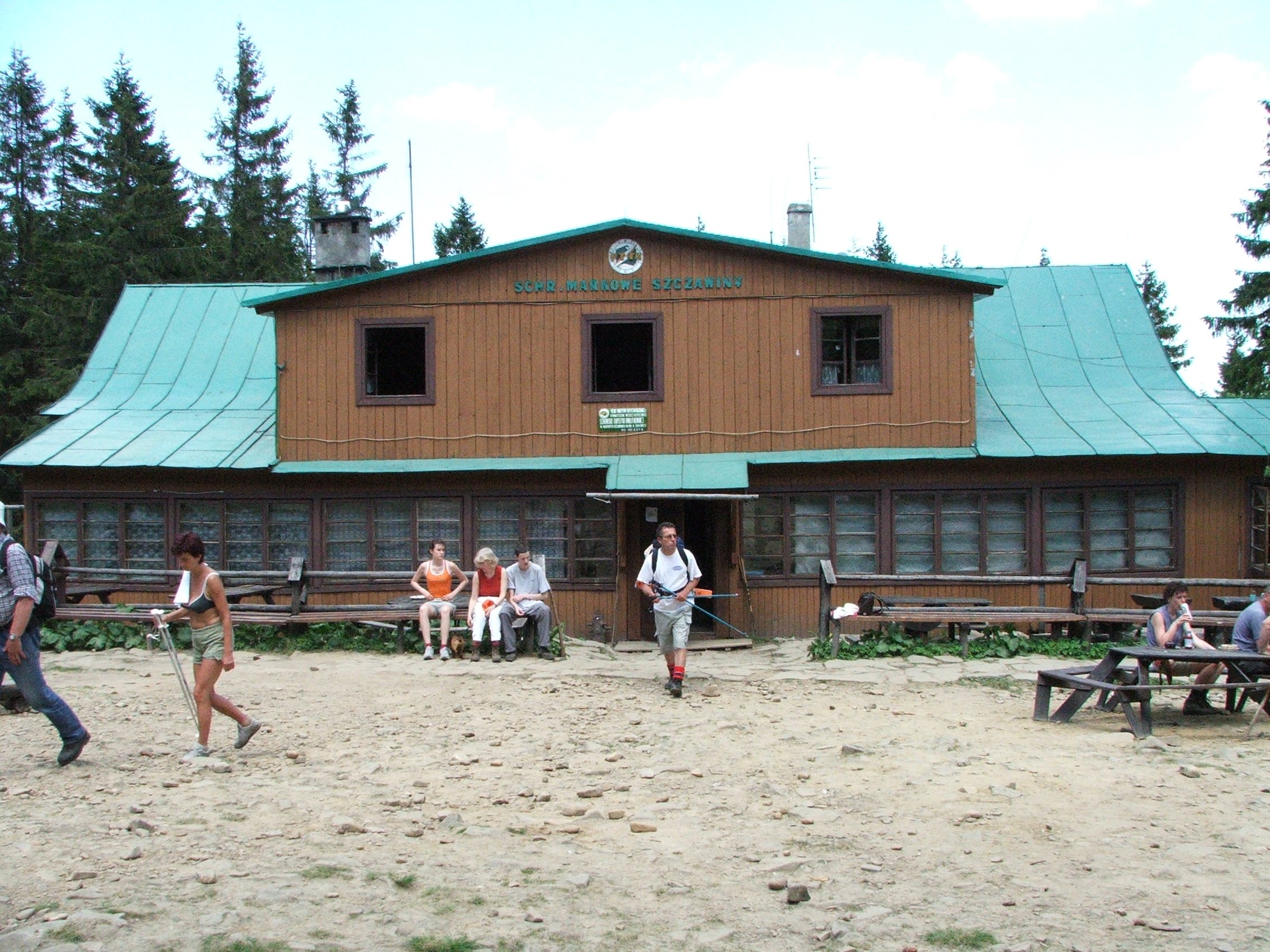
Stare schronisko w 2005

Schronisko PTTK Markowe Szczawiny – górskie schronisko turystyczne Polskiego Towarzystwa Turystyczno-Krajoznawczego w Beskidzie Żywiecko-Orawskim na północnych stokach Babiej Góry, na Markowych Szczawinach, na wysokości 1180 m.

## Historia
Schronisko zostało wybudowane w 1906 roku z inicjatywy prezesa Oddziału Babiogórskiego Towarzystwa Tatrzańskiego (późniejszego Polskiego Towarzystwa Tatrzańskiego) dr. Hugona Zapałowicza. Jego otwarcie nastąpiło 15 września 1906. Składało się wówczas z kuchni, jadalni, pięcioosobowej izby dla panów i trzyosobowej izby dla pań. Powstałe schronisko miało być odpowiedzią strony polskiej na silną ekspansję na tych terenach niemieckiego towarzystwa Beskidenverein, które posiadało m.in. schronisko turystyczne na Babiej Górze.
W 1922 odbyła się pierwsza rozbudowa schroniska. Kolejne rozbudowy, które miały miejsce w 1925, 1926, 1931 i 1934, uczyniły obiekt przestronnym i nowoczesnym. Po ostatniej z nich, kiedy obiekt otrzymał wodociąg i kanalizację, miało zimą 32 łóżka w ogrzewanych sypialniach oraz dodatkowo 20 miejsc na pryczach w sali zbiorowej.
We wrześniu 1936 do schroniska doprowadzono z Wilcznej, od dawnego pensjonatu „Stanisława”, przez Barańcową, Suchy Groń i Kolistą Polanę, bardzo potrzebną linię telefoniczną. W schronisku utworzono pośrednictwo pocztowe (pod mylną nazwą „Markowe Szczawice”). Przed zamknięciem na noc agencji pocztowej Zawoja 2 schronisko łączono bezpośrednio z urzędem pocztowym w Makowie Podhalańskim. Przed II wojną światową zdołano jeszcze rozbudować I piętro schroniska i nakryć dachem jego werandę. Od 1932 schronisko czynne było cały rok bez przerwy. W latach 30. rocznie przewijało się przez jego progi blisko 3 tys. gości.
Podczas wojny schronisko przejęła oficjalnie krakowska sekcja Alpenverein, pomimo że zainteresowanie wyrażało też Beskidenverein. Gospodarz pozostał przedwojenny – Rudolf Wielgus, który, utrzymując dobre kontakty z niemiecką strażą graniczną, zdołał dokonać najbardziej potrzebnych remontów, a w styczniu 1945 uratował je przed spaleniem przez wycofujących się Niemców.
Po wojnie budynek nadal był użytkowany jako schronisko przez Polskie Towarzystwo Tatrzańskie, a od 1950 przez Polskie Towarzystwo Turystyczno-Krajoznawcze. W 1964 przeprowadzono remont generalny schroniska, dodając m.in. kotłownię i agregat prądotwórczy. Przed zamknięciem, stary obiekt dysponował 64 miejscami noclegowymi w pokojach wieloosobowych, posiadał własne ujęcie wody i oczyszczalnię ścieków. Z Zawoi doprowadzono prąd elektryczny.
Od maja do lipca 2007 dokonano całkowitej rozbiórki schroniska. Wbrew wcześniejszym zapowiedziom stary obiekt nie został częściowo zachowany i przeniesiony do skansenu w Zawoi jako zabytek, lecz po decyzji wojewódzkiego konserwatora zabytków dokonano jego całkowitej likwidacji.
Na miejscu rozebranego schroniska powstał nowy obiekt otwarty dla turystów 21 listopada 2009, który zaprojektowany został w Pracowni Projektowej „Arch” w Bielsku-Białej. Głównym wykonawcą robót budowlanych była firma „Zis-Bud” ze Stryszawy. Jest to dwukondygnacyjny budynek murowany z cegły, od zewnątrz wykończony kamieniem. Dysponuje 40 miejscami noclegowymi, posiada jadalnię kuchnię turystyczną, suszarnię odzieży i jest przystosowany do obsługi osób niepełnosprawnych. Posiada 12 kolektorów słonecznych. Uroczyste otwarcie obiektu odbyło się 25 kwietnia 2010.

## Otoczenie schroniska
Obok schroniska znajduje się dyżurka GOPR (tzw. GOPR-ówka z 1950), do której w 2011 przeniesiono siedzibę Babiogórskiego Ośrodka Historii Turystyki Górskiej na Markowych Szczawinach, mieszczącego się do tej pory w niewielkim budynku przy schronisku. Znajduje się tu także ściana wspinaczkowa i rosną dwie nasadzone, duże limby.

## Gospodarze
Kolejni gospodarze schroniska (1906–1987):
- Józef Gancarczyk (10 sierpnia 1906 – 8 września 1921),
- Klemens Gancarczyk (8 kwietnia 1922 – 18 maja 1932),
- Władysław Midowicz (18 maja 1932 – 1 października 1937),
- Rudolf Wielgus (1 października 1937 – 1 czerwca 1951),
- Ludwik Ziemblic (1 czerwca 1951 – 1 sierpnia 1952),
- Jan Czecz (1 sierpnia 1952 – 10 kwietnia 1960),
- Włodzimierz Gazda (10 kwietnia 1960 – 31 sierpnia 1960),
- Zdzisław Wondra (31 sierpnia 1960 – 31 stycznia 1962),
- Henryk Szumański (1 lutego 1962 – 30 września 1962),
- Jerzy Chęciński (1 października 1962 – 30 marca 1963),
- Teofil Stachnik (1 kwietnia 1963 – 31 grudnia 1964),
- Stanisław Jarosz (1 stycznia 1965 – 31 października 1973),
- Jerzy Kosiński i Piotr Wojciechowicz (20 lutego 1974 – 8 lipca 1974),
- Jerzy Kosiński (9 lipca 1974 – 28 lutego 1975),
- Zbigniew Urbański (1 marca 1975 – 31 maja 1980),
- Krystyna Urbańska (31 maja 1980 – 30 czerwca 1980),
- Zdzisław Supłat (1 lipca 1980 – 31 października 1981),
- Waldemar Henryk Betlejewski (1 grudnia 1981 – 31 października 1983),
- Aleksander Gorzalnik (1 listopada 1983 – 31 października 1984),
- Jarosław Bajerski (1 listopada 1984 – 1987),
- Halina Lizak (1987)[7].